# Бечюс, Пятрас Пятрович
Пятрас Пятрович Бечюс (лит. Petras Bėčius; 15.02.1929, Мажучяй, Жеймялисская волость,  Шяуляйский уезд — 07.12.1995, Вильнюс) — советский и литовский учёный в области кормопроизводства и луговодства, член-корреспондент ВАСХНИЛ (1991), иностранный член РАСХН (1992).
Окончил Литовскую сельскохозяйственную академию (1960). С 1973 г. работал там же: старший преподаватель, доцент, профессор, зав. кафедрой растениеводства (1988—1993).
В 1989—1994 председатель Литовской ассоциации агрономов. В 1990—1994 гг. председатель политической партии «Союз крестьян Литвы».
Доктор сельскохозяйственных наук (1986), профессор (1988), член-корреспондент ВАСХНИЛ (1991).
Публикации на русском языке:
- Интенсификация полевого кормопроизводства [] : учеб. пособие / П. П. Бечюс. — М. : Агропромиздат, 1989. — 174 с. : рис.